# Sarah Scott
Sarah Scott, de soltera Robinson (21 de septiembre de 1720 - 3 de noviembre de 1795) fue una novelista británica, traductora y reformadora social.

## Biografía
Su padre, Matthew Robinson, y su madre, Elizabeth Robinson, eran ambos de familias distinguidas, y Sarah fue una de los nueve hijos que sobrevivieron a la infancia. Aunque nacida en Yorkshire, Sarah y los otros niños pasaron gran parte del tiempo en Cambridge, Inglaterra y en la Universidad de Cambridge. La figura más importante de la familia fue su hermana mayor, Elizabeth (que se convertiría en Elizabeth Montagu). A lo largo de su vida, Sarah estuvo muy relacionada con sus hermanas, pero especialmente con Elizabeth.
Se casó, pero al parecer el matrimonio nunca se consumó. Sarah marchó a vivir a Bath con Lady Barbara Montagu. Allí vivieron frugalmente y llevaron una vida activa ayudando a los pobres, especialmente a las mujeres pobres. En 1762, Scott publicó su novela A Description of Millenium Hall and the Country Adjacent, que llegó a tener cuatro ediciones, y que es quizá su obra más interesante, por ser un texto de utopía feminista que ha revivido en el siglo XXI.
En 1763, Lady Barbara Montagu recibió una pensión de trescientas libras, lo que alivió las necesidades financieras de la pareja. Lady Barbara murió en 1765, y Sarah Scott escribió The History of Sir George Ellison en 1766. La novela era, de nuevo, utópica, pero derivaba de la obra de Samuel Richardson Sir Charles Grandison. Al año siguiente, intentó crear un auténtico Millennium Hall en Buckinghamshire. Invitó a Sarah Fielding, entre otras, a ir a vivir con ella. Elizabeth Montagu donó tierras, ganado y personal, pero el proyecto fracasó.